# Джамба (Ангола)
Джамба (порт. Jamba), также Джамба-Куэйо или Джамба-ду-Кванда-Кубанго, в русском произношении иногда Жамба — город в Анголе, расположенный в юго-восточной провинции Квандо-Кубанго, муниципалитет Ривунго, близ анголо-намибийской границы. Население — около 10 тысяч человек. Название на языке южных мбунду означает «слон». В годы гражданской войны в Анголе город приобрёл широкую международную известность как центр военного базирования повстанческой армии движения УНИТА и штаб-квартира Жонаша Савимби.

## База УНИТА

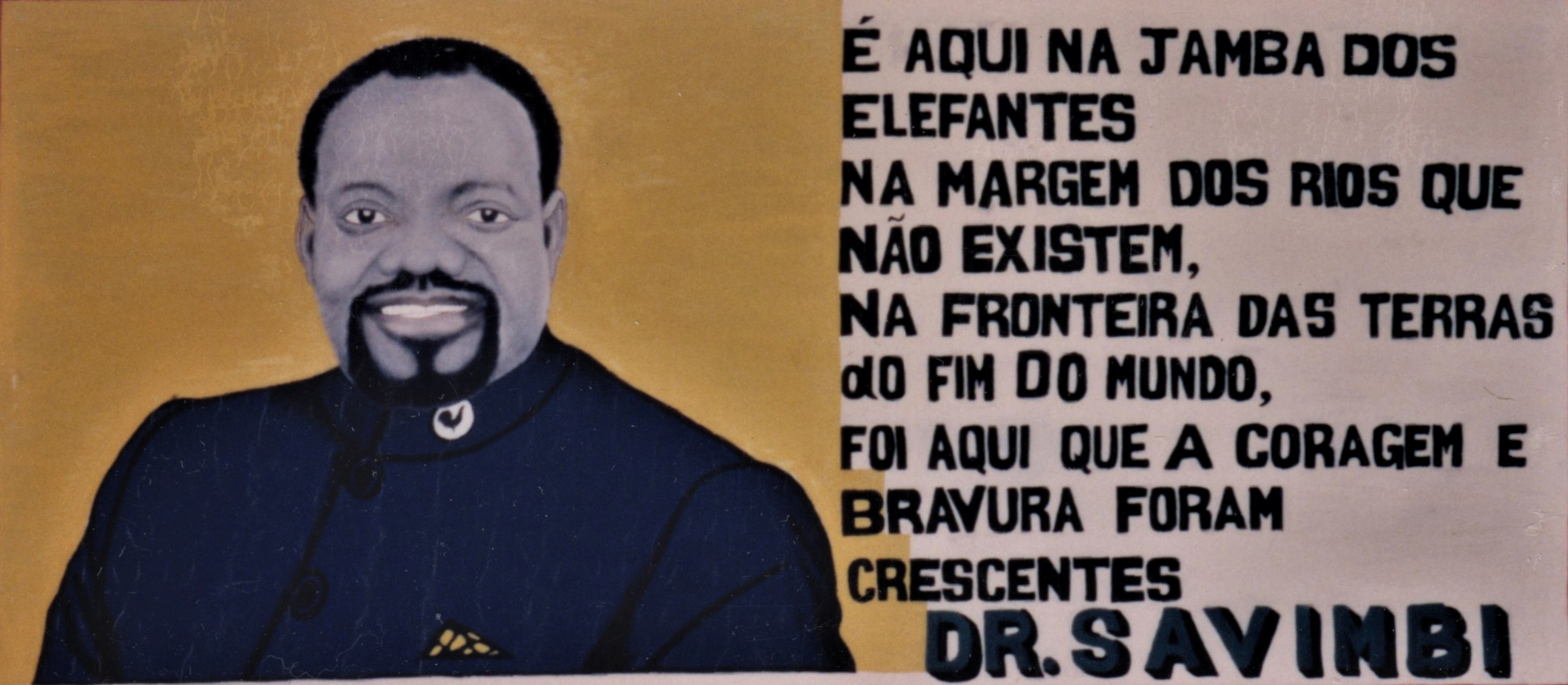
Пропагандистский билборд УНИТА на взлётно-посадочной полосе в Джамбе — изображение и изречение Жонаша Савимби: «Здесь в Джамбе, среди слонов, на берегу, где нет границ земли и мира, поднимаются храбрость и мужество». 1995 год

Штаб-квартира Вооружённых силы освобождения Анголы (FALA) — повстанческой армии движения УНИТА — находилась в Джамбе около 15 лет, с середины 1970-х по начало 1990-х годов. С 1979 Джамба являлась фактической столицей государственного образования УНИТА — Народно-Демократической Республики Ангола.
Город был сильно укреплён, защищён системой минных полей, ПВО и РЛС. Взлётно-посадочная полоса была способна принимать транспортные самолёты с военным снаряжением из ЮАР и Заира. Американский дипломат-африканист Пол Хэр характеризовал Джамбу как «хорошо организованный партизанский лагерь, тщательно спланированный и замаскированный для защиты от воздушных атак». Внутреннюю безопасность контролировала спецслужба BRINDE.
Джамба выступала как своего рода столица государства в государстве, созданного УНИТА. Здесь часто находился Жонаш Савимби. Лидера УНИТА посещали в Джамбе крупные американские политики Майкл Джонс (спичрайтер президента Буша-старшего), Гровер Норквист (известный финансовый лоббист, активист консервативно-либертарианского движения).
В городе было налажено автономное жизнеобеспечение, функционировало местное управление, работала система школьного образования.

«Отлично организованный партизанский лагерь, в котором царит культ Савимби», — лаконично характеризовали иностранные визитёры.

## Конференция Джамбори
Всемирную известность небольшой африканский город получил со второй половины 1980-х годов. 2 июня 1985 года в Джамбе было создано международное объединение партизан-антикоммунистов, названное Jamboree in Jamba — «Джамбори в Джамбе». В конференции участвовали Жонас Савимби, Адольфо Калеро (от крупнейшей организации Контрас — Никарагуанские демократические силы), Абудл Рахим Вардак (от моджахедского Национального исламского фронта Афганистана), Па Као Хэ (от Объединённого национального фронта освобождения Лаоса), американский политик и бизнесмен Джек Абрамофф, банкир Льюис Лерман, подполковник Оливер Норт. Перед собравшимися в Джамбе было зачитано личное послание президента США Рональда Рейгана.
Впечатления, полученные Абрамоффом в Джамбе, способствовали выходу на экраны фильма «Красный скорпион».

## Смена контроля
Военное положение Джамбы осложнилось в 1992—1993 годах, когда после резни Хэллоуин правительственные войска FAA развернули наступление на позиции УНИТА. Несколько лет борьба за город шла с переменным успехом. В итоге оборона FALA была взломана. 24 декабря 1999 года после ожесточённых боёв Джамба взята войсками FAA. Город перешёл под контроль правящей МПЛА.